# Podalia fuscescens
Podalia fuscescens is een vlinder uit de familie van de Megalopygidae. De wetenschappelijke naam van de soort is voor het eerst geldig gepubliceerd in 1856 door Walker.